# Loitz
Loitz (phát âm tiếng Đức: [ˈløːts]) là một đô thị thuộc huyện Vorpommern-Greifswald (trước thuộc Demmin), bang Mecklenburg-Western Pomerania, Đức. Đô thị Loitz có diện tích 62,96 km², dân số thời điểm ngày 31 tháng 12 năm 2006 là 4524 người. Loitz nằm bên sông Peene, 10 km về phía tây bắc Demmin, và 22 km về phía tây nam Greifswald.